# Rodolfo Stranieri
Rodolfo Stranieri (Mantova, 13 giugno 1915 – 1988) è stato un medico, pittore e fotografo italiano.

## Biografia
Conseguì la laurea in Medicina all'Università di Bologna, specializzandosi in radiologia nel 1941. Iniziò a condividere la passione per la pittura e la fotografia con Giulio Perina, Giuseppe Facciotto e Aldo Bergonzoni. Vinse, nel 1939, il primo premio al "Concorso nazionale di cinematografia per studenti" a Trieste. Nel 1954 ottenne il primo Premio per la Cinematografia a Torino.
Nel 1961 fu tra i fondatori del Foto Cine Club Mantova e animatore della vita culturale a Mantova.

## Mostre
- Mostra Sindacale degli Artisti Mantovani a Mantova, 1937
- III Mostra d'Arte del Guf a Mantova, 1938
- IX Mostra Sindacale degli Artisti Mantovani a Mantova, 1942
- X Mostra Sindacale d'Arte a Mantova, 1944
- Mostra collettiva dei pittori mantovani a Mantova, 1945
- Mostra del Gruppo Artistico Mantovano a Mantova, 1947
- Premio Mantegna a Mantova, 1953
- Mostra Interprovinciale di Arti Plastiche e Figurative a Mantova, 1956
- Mostra personale a Venezia, 1957
- Mostra collettiva d'arte a Ostiglia, 1959
- I Mostra Regionale Lombarda a Mantova, 1965
- Fotografie colorprints a Mantova, 1970
- Mostra personale a Verona, 1975
- Rassegna Arts Plastiques Villes Jumelées a Nevers, 1976
- II Biennale. Quando l'arte si fa religiosa a Mantova, 1981
- Fotografie 1986 a Mantova, 1986
- Collezionismo mantovano: dall'800 a oggi a Mantova, 1990
- Arte a Mantova 1950-1999 a Mantova, 2000
- Rodolfo Stranieri (1915-1988). Il fotografo a Gazoldo degli Ippoliti, 2003
- La ricerca e l'incanto. Rodolfo Stanieri fotografo 1937-1988 a Mantova, dal 23/11/2018 al 6/1/2019